# Острів Грілі
О́стрів Грі́лі (рос. Остров Грили) — острів в Північному Льодовитому океані, у складі архіпелагу Земля Франца-Йосифа. Адміністративно відноситься до Приморського району Архангельської області Росії.

## Географія
Острів знаходиться в центральній частині архіпелагу, входить до складу Землі Зичі. Розташований на сході острова Циглера, від якого відокремлений протокою Бута. На сході протокою Штернека відмежований від островів Куна та Кейна, Американською протокою на півночі — від острова Паєра.
89% території острова вкрита льодовиками, від нього вільні лише деякі прибережні ділянки. Крайні точки: північна — мис Анучина, західна — мис Городкова, східна — мис Бертран, південна — мис Овчиннікова.

## Історія
Острів відкритий 1905 року експедицією американського офіцера-кавалериста та фотографа Антоніо Фіала і названий на честь американського дослідника Адольфа Грілі.